# Besseria
Besseria – rodzaj muchówek z rodziny rączycowatych (Tachinidae).

## Wybrane gatunki
- B. anthophila (Loew, 1871)[4][3]
- B. atra (Coquillett, 1897)[3]
- B. brevipennis (Loew, 1863)[3]
- B. dimidiata (Zetterstedt, 1844)[4]
- B. lateritia (Meigen, 1824)[4]
- B. melanura (Meigen, 1824)[4][2]
- B. reflexa Robineau-Desvoidy, 1830[4]
- B. zonaria (Loew, 1847)[4]